# عبد العزيز يوسف
عبد العزيز يوسف (بالإنجليزية: Abdul Aziz Yusif)‏ (10 نوفمبر 1991 بغانا - ) هو لاعب كرة قدم غاني في مركز الهجوم في نادي الرياض . لعب مع أشانتي كوتوكو ونادي سموحة ونادي الرياض.

## وصلات خارجية
- عبد العزيز يوسف على موقع أرشيف الشارخ.
- عبد العزيز يوسف على موقع قاعدة بيانات كرة القدم.إي يو (الإنجليزية)